# Manunui
La ville de Manunui, en langage Māori manu nui ou "big bird", est une petite localité, une banlieue de la ville de Taumarunui dans le  King Country, dans le centre de l’île du Nord de la Nouvelle-Zélande.

## Situation
Elle est située le long du fleuve Whanganui, à environ 6 km à l’est de la ville de Taumarunui sur le trajet de la route State Highway 4/S H 4 (en).

## Toponymie
Elle fut autrefois connue sous le nom de «Waimarino», mais John Burnand de la scierie «Ellis et Burnand», la renomma en Manunui vers 1905.

## Histoire
Manunui est le domicile de l’hapū des Ngāti Hinemihi (en) et des Ngāti Manunui (en)  de l’iwi Ngāti Tūwharetoa (en). 
Leur marae est appelé «Maniaiti».

## Activités économiques
Ellis et Burnand ouvrirent leur scierie à Manunui en 1901, en se spécialisant dans la découpe des kahikatea pour faire des boites en bois sans odeur pour l’industrie laitière, en vue de l’exportation du beurre.
Après que la ligne de chemin de fer de la ligne principale de l’île du nord (en) a atteint la ville en 1903, la scierie se développa pour devenir la plus importante de la région, mais elle ferma en 1942.
Manunui devint un centre de manufacture et de culture alors que la forêt native, tout autour, avait été éclaircie et débitée en planches.
À un moment, elle devint la ville de district accueillant une population d’au moins 500 habitants, mais fusionna à nouveau avec le comté de Taumaranui à la fin des années 1970.
Aujourd’hui, c’est fonctionnellement une banlieue de la ville de Taumarunui.